# 王晓龙 (1979年)
王晓龙（1979年1月24日—），男，中国前足球运动员，司职后卫，曾效力于山东鲁能泰山和陕西国力。现为青少年足球教练。

## 生平

### 职业生涯
王晓龙1999年进入山东鲁能泰山一队，出场机会不多。
2003年转会到陕西国力队。当年国力降级之后将其挂牌，他随即宣布退役，年仅24岁。